# Layla y Majnún

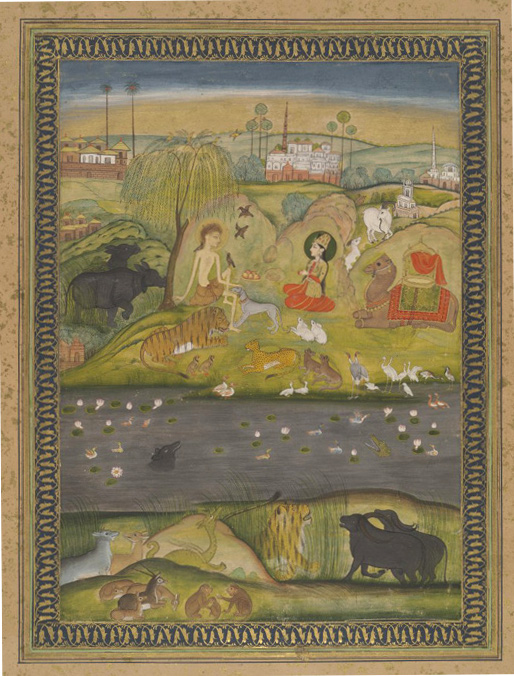
Layla y Majnún en ilustración india conservada en la Biblioteca Bodleiana.

Layla y Majnún (en árabe: مجنون ليلى) es la historia de amor entre Qais ibn Al-Mulawah (Majnún) y su amada Layla que tuvo lugar en el siglo VII en Arabia. El poeta Nezamí Ganyaví, autor también de "Cosroes y Shirin", escribió un poema popular alabando su historia de amor en el siglo XII. Es el tercero de sus cinco largos poemas narrativos, Panj Ganj (persa: پنج گنج) (Los Cinco Tesoros). Lord Byron lo llamó el «Romeo y Julieta de Oriente».
Qais y Layla se enamoran cuando son jóvenes, pero al crecer, el padre de Layla no les permite estar juntos. Qais se obsesiona con ella, y la comunidad le da el epíteto Majnún (مجنون, viene de الجن, yinn, y significa literalmente "poseído por un genio"), el mismo epíteto dado al personaje semi-histórico Qais ibn Al-Mulawah de la tribu Banu 'Amir. Mucho antes de Nezamí, la leyenda circuló en formas anecdóticas en la tradición oral iraní. Las primeras anécdotas e informes orales sobre Majnún están documentados en el Kitab al-Aghani y Ibn Qutaybah al-Shi'r wal-Shu'ara. Las anécdotas son en su mayoría muy breves, solo conectadas débilmente, y muestran poco o ningún desarrollo de la trama. Nezamí recopiló fuentes seculares y místicas acerca de Majnún y retrató una imagen vívida de los famosos amantes. Posteriormente, muchos otros poetas persas lo imitaron y escribieron sus propias versiones del romance. Nezamí se inspiró en la poesía amorosa udrí, que se caracteriza por el abandono erótico y la atracción hacia el ser amado, a menudo por medio de un anhelo imposible de alcanzar.
Se han hecho muchas imitaciones del trabajo de Nezamí, varias de las cuales son obras literarias originales por derecho propio, incluyendo Majnun o Leyli de Jursan Amir (completado en 1299), y la versión de Jami (completada en 1484) que equivale a 3.860 coplas. Otras reelaboraciones notables provienen de Maktabi Shirazi, Hatefi y Fuzûlî, que se hicieron populares en la Anatolia otomana, Azerbaiyán e India. Sir William Jones publicó el romance de Hatefi en Calcuta en 1788. La popularización del romance después de la versión de Nezamí también es evidente por las referencias a esta en poesía lírica y masnavíes místicos. Antes de la aparición del romance de Nezamí, solo se podían encontrar algunas alusiones a Layla y Majnún en divanes. La cantidad y variedad de anécdotas sobre los amantes también aumentó considerablemente desde el siglo XII en adelante. Los místicos idearon muchas historias sobre Majnún para ilustrar conceptos místicos técnicos como fanaa (aniquilación), divānagi (locura de amor), autosacrificio, etc. El trabajo de Nezamí se ha traducido a muchos idiomas.

## Historia

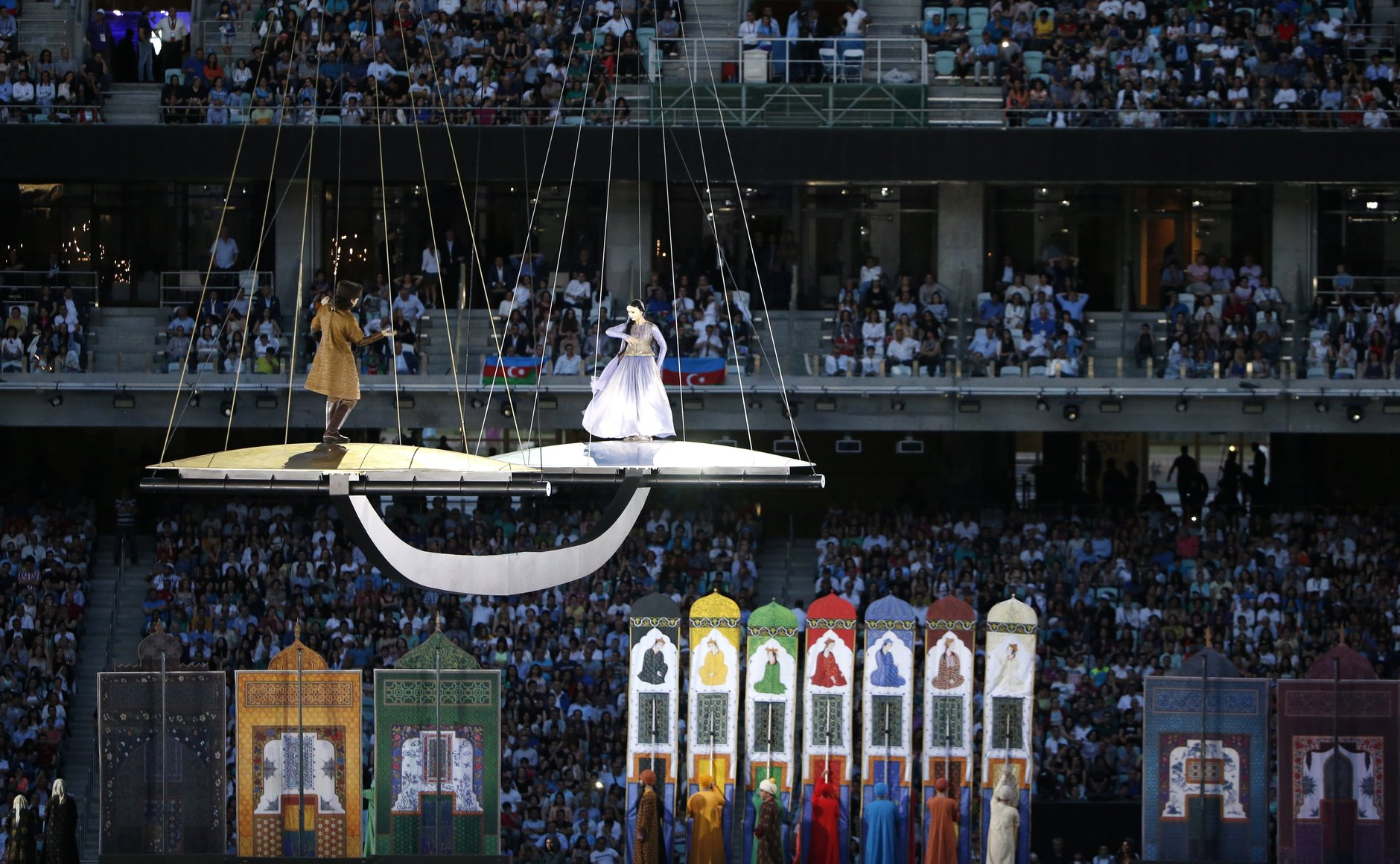
Layla y Majnún en los Juegos Europeos de Bakú 2015.

La historia comienza cuando Qays Ibn al-Mulawwah (o Mulawwih) se enamora de Layla. Pronto comienza a componer poemas sobre su amor por ella, mencionando su nombre a menudo. Sus esfuerzos atrevidos por cortejar a la chica hacen que algunos lugareños lo llamen "Majnún" (loco). Cuando finalmente pide su mano en matrimonio, su padre se niega porque sería un escándalo que Layla se casara con alguien que se consideraba mentalmente desequilibrado. Poco después, Layla se casa con otro comerciante noble y rico que pertenecía a la tribu Thaqif en Taif. Descrito como un hombre apuesto de tez rojiza, cuyo nombre era Ward Althaqafi, los árabes lo llamaron Ward, que significa "rosa" en árabe.
Cuando Majnún se entera de su matrimonio, huye del campamento tribal y comienza a vagar por el desierto circundante. Su familia eventualmente abandona la esperanza de su regreso y le deja comida en el desierto. A veces se lo veía recitándose poesía o escribiendo en la arena con un palo.
En general, se representa a Layla siendo trasladada a un lugar del norte de Arabia con su esposo, donde ella enferma y finalmente muere. En algunas versiones, Layla muere de angustia por no poder ver a su aspirante a amante. Majnún más tarde fue encontrado muerto en el desierto en el año 688, cerca de la tumba de Layla. Había tallado tres versos de poesía en una roca cerca de la tumba, que son los últimos tres versos que se le atribuyen.

Paso por estas paredes, las paredes de Layla
y beso esta pared y aquella pared.
No es el amor de las paredes lo que ha cautivado mi corazón,
sino el de aquella que habita en ellos

Es una historia trágica de amor eterno, este tipo de amor se conoce como "amor virgen" porque los amantes nunca se casan ni consuman su pasión. Este motivo literario es común en todo el mundo, especialmente en la literatura musulmana del sur de Asia, como en los gazales en urdu.

## En la literatura persa

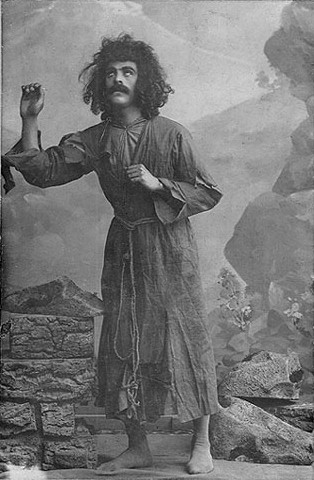
Majnún en la obra Leyli y Medzhnun, 1908.

La historia de Layla y Majnún ya era conocida en Persia en el siglo IX. Dos conocidos poetas persas, Rudakí y Baba Taher, mencionan a los amantes.
Aunque la historia gozaba de alguna popularidad en la literatura persa en el siglo XII, fue la obra maestra persa de Nezamí Ganyaví la que la popularizó dramáticamente en la literatura persa. Nezamí recopiló fuentes seculares y místicas acerca de Majnún y retrató una imagen vívida de los amantes famosos. Posteriormente, muchos otros poetas persas lo imitaron y escribieron sus propias versiones del romance. Algunas influencias incluyen antiguas epopeyas persas, como Vāmiq u 'Adhrā, escrita en el siglo XI, que cubre un tema similar sobre una virgen y su pretendiente apasionado; el último tiene que pasar por muchas pruebas para estar con su amor.
En su adaptación, los jóvenes amantes se conocen en la escuela y se enamoran desesperadamente. Sin embargo, no se podían ver debido a una disputa familiar, y la familia de Layla arregló que se casara con otro hombre. Según el Dr. Rudolf Gelpke, "muchos poetas posteriores han imitado el trabajo de Nezamí, pero sin poder igualarlo y ciertamente no superarlo: persas, turcos e indios, por nombrar sólo los más importantes. El erudito persa Hekmat contó al menos cuarenta versiones persas y trece versiones turcas de Layla y Majnún. " Según Vahid Dastgerdi,"si uno buscara en todas las bibliotecas existentes, probablemente encontraría más de 1000 versiones de Layla y Majnun".
En su estudio estadístico de famosos romances persas, Ḥasan Ḏulfaqāri enumera 59 "imitaciones" (naẓiras) de Layla y Majnún como el romance más popular en el mundo iraní, seguido de 51 versiones de Cosroes y Shirin, 22 variantes de Yusuf o Zuleikha y 16 versiones de Vāmiq u'Aḏhrā.

## Influencia moderna
La historia de Layla y Majnún se menciona en Me llamo Rojo y El Museo de la Inocencia, las novelas de Orhan Pamuk.